# Ira Fabian
Charles Ira Fabian (nascido em 3 de junho de 1964) é um ex-ciclista antiguano.

## Olimpíadas
Participou, representando Antígua e Barbuda, dos Jogos Olímpicos de Verão de 1988 na modalidade do ciclismo de pista.